# Vernuelh d'Asac
Verneulh Mostiér (en francès Verneuil-Moustiers) és un municipi francès situat al departament de l'Alta Viena i a la regió de la Nova Aquitània.

## Demografia
| 1962                                       | 1968 | 1975 | 1982 | 1990 | 1999 | 2006 | 2007 | 2008 |
| ------------------------------------------ | ---- | ---- | ---- | ---- | ---- | ---- | ---- | ---- |
| 210                                        | 256  | 242  | 238  | 184  | 173  | 163  | 162  | 157  |
| Des de 1962: població sense dobles comptes |      |      |      |      |      |      |      |      |

## Administració
| Període   | Identitat         | Partit |
| --------- | ----------------- | ------ |
| 2001-2008 | Bernard Brac      |        |
| 2008-     | Jean-Louis Moreau |        |